# Saramandaia
Saramandaia est une telenovela brésilienne en 160 épisodes écrite par Dias Gomes. Diffusée sur Rede Globo à 22h, entre le 3 mai 1976 et le 31 décembre 1976, elle a été dirigée par Walter Avancini, Roberto Talma et Gonzaga Blota.

## Distribution
- Juca de Oliveira
- Yoná Magalhães
- Antônio Fagundes
- Dina Sfat
- Pedro Paulo Rangel
- Sônia Braga
- Ary Fontoura
- Eloísa Mafalda
- Sebastião Vasconcelos

## Diffusion internationale
- Rede Globo (1976)

## Autres versions
- Saramandaia (2013)

### Sources
- (pt) Cet article est partiellement ou en totalité issu de l’article de Wikipédia en portugais intitulé « Saramandaia » (voir la liste des auteurs).